# David Baldacci

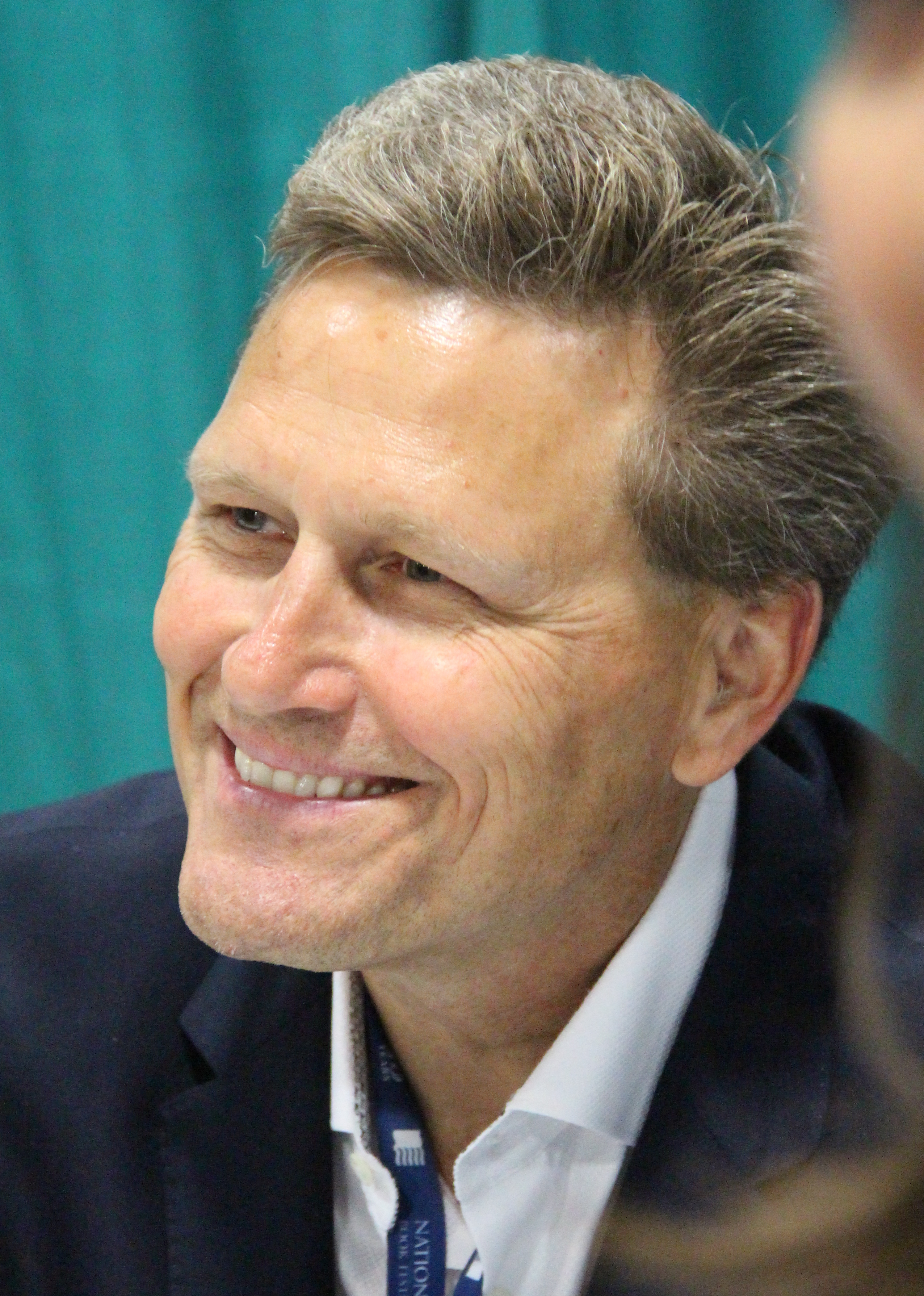
David Baldacci (2015)

David Gregory Baldacci (* 5. August 1960 in Richmond, Virginia) ist ein US-amerikanischer Autor. Er verfasste mehrere Buchreihen im Krimi- und Thriller-Genre, außerdem Kinderbücher sowie Werke aus dem Bereich Familiendrama.

## Leben
Baldacci wuchs in Richmond als Sohn eines Mechanikers und einer Sekretärin auf. Er studierte an der Virginia Commonwealth University Politikwissenschaften und an der University of Virginia Jura.
Neben seinem Studium arbeitete er als Staubsaugervertreter, Dampfkesselreiniger, Wachmann und Konstrukteur. Nach dem Studium arbeitete er neun Jahre lang als Strafverteidiger und Wirtschaftsjurist in Washington D. C. und schrieb nebenher Kurzgeschichten und Drehbücher, bevor er sich ganz dem Schreiben widmete. Seine Bücher sind in 37 Sprachen übersetzt und werden in über 80 Ländern verkauft. Er erreichte bisher eine Gesamtauflage von weltweit über 40 Millionen Exemplaren.
Sein erstes Werk Der Präsident wurde 1997 mit Clint Eastwood und Gene Hackman unter dem ursprünglichen Buchtitel Absolute Power verfilmt. Auf den Büchern rund um die beiden Protagonisten Sean King und Michelle Maxwell basiert eine US-amerikanische Fernsehserie, die 2013 auf dem Kabel- und Satellitensender TNT unter dem Titel King & Maxwell ausgestrahlt wurde.
Baldacci schreibt auch Drehbücher für das Fernsehen und engagiert sich unter anderem für die National Multiple Sclerosis Society, die Barbara Bush Literacy Foundation, die Virginia Foundation for the Humanities und die Virginia Commonwealth University.
Baldacci lebt mit seiner Familie in Alexandria, Virginia.

## Werke

### Camel Club
1. Die Wächter (2007; Originaltitel: The Camel Club, 2005) ISBN 978-3-7857-2273-2
2. Die Sammler (2008; Originaltitel: The Collectors, 2006) ISBN 978-3-7857-2354-8
3. Die Spieler (2010; Originaltitel: Stone Cold, 2007) ISBN 978-3-7857-2380-7
4. Die Jäger (2011; Originaltitel: Divine Justice, 2008) ISBN 978-3-7857-2420-0
5. Der Auftrag (2014; Originaltitel: Hell's Corner, 2010) ISBN 978-3-7857-2484-2

### Sean King und Michelle Maxwell
1. Im Bruchteil der Sekunde (2004; Originaltitel: Split Second, 2003) ISBN 978-3-404-15500-2
2. Mit jedem Schlag der Stunde (2006; Originaltitel: Hour Game, 2004) ISBN 978-3-404-15793-8
3. Im Takt des Todes (2009; Originaltitel: Simple Genius, 2007) ISBN 978-3-404-15968-0
4. Bis zum letzten Atemzug (2011; Originaltitel: First Family, 2009) ISBN 978-3-404-16553-7
5. Fünf vor Zwölf (2014; Originaltitel The Sixth Man, 2011) ISBN 978-3-404-16994-8
6. In letzter Minute (2016; Originaltitel King and Maxwell, 2013) ISBN 978-3-404-17309-9

### Shaw und Katie James
1. Die Kampagne (2009; Originaltitel: The Whole Truth, 2008) ISBN 978-3-404-27074-3
2. Doppelspiel (2013; Originaltitel: Deliver Us From Evil, 2010) ISBN 978-3-404-16842-2

### Will Robie
1. Der Killer (2014, Originaltitel: The Innocent, 2012), ISBN 978-3-7857-2512-2
2. Verfolgt (2015, Originaltitel: The Hit, 2013), ISBN 978-3-7857-2540-5
3. Im Auge des Todes (2016, Originaltitel: The Target, 2014), ISBN 978-3-7857-2563-4
4. Falsche Wahrheit  (2017, Originaltitel: The Guilty, 2015) ISBN 978-3-7857-2589-4
5. Der Feind im Dunkeln (2018, Originaltitel: End Game, 2017) ISBN 978-3-7857-2639-6

### John Puller
1. Zero Day (2013; Originaltitel: Zero Day, 2011) ISBN 978-3-453-26906-4
2. Am Limit (2015, Originaltitel: The Forgotten, 2012) ISBN 978-3-453-26926-2
3. Escape (2015, Originaltitel: The Escape, 2014) ISBN 978-3-453-27010-7
4. No Man’s Land (2018, Originaltitel: No Man's Land, 2016) ISBN 978-3-453-27161-6

### Amos Decker (Memory Man Serie)
1. Memory Man (2016; Originaltitel: Memory Man, 2015) ISBN 978-3-453-27060-2
2. Last Mile (2017; Originaltitel: The Last Mile, 2016) ISBN 978-3-453-27061-9
3. Exekution (2020; Originaltitel: The Fix, 2017) ISBN 978-3-453-27160-9
4. Downfall (2021; Originaltitel: The Fallen, 2018) ISBN 978-3-453-27234-7
5. Flashback (2023; Originaltitel: Redemption 2019) ISBN 978-3-453-27423-5
6. Open Fire (2024; Originaltitel: Walk The Wire 2020) ISBN 978-3-453-27424-2 (Crossover mit der Will-Robie-Serie)
7. Long Shadows (2025, Originaltitel: Long Shadows 2022) ISBN 978-3-4532-7481-5

### Atlee Pine
1. Ausgezählt (2019; Originaltitel: Long Road to Mercy, 2018) ISBN 978-3-453-27228-6
2. Abgetaucht (2020; Originaltitel: A Minute To Midnight 2019) ISBN 978-3-453-27312-2
3. Eingeholt (2021; Originaltitel: Daylight 2020) (Crossover mit der John-Puller-Serie) ISBN 978-3-453-27345-0
4. Abgerechnet (2022; Originaltitel: Mercy 2021) ISBN 978-3-453-27400-6

### The 6:20 Man (Travis-Devine-Serie)
1. Finstere Lügen (2023, Originaltitel: The 6:20 Man, 2022) ISBN 978-3-7857-2851-2
2. Die Silkwell-Verschwörung (2025, Originaltitel: The Edge, 2023) ISBN 978-3-7517-7470-3
3. Der Feind in meiner Nähe (2025, Originaltitel: To Die For, 2024) ISBN 978-3-7577-0158-1

### Mickey Gibson
1. Gefährliches Komplott (2024, Originaltitel: Simply Lies, 2024) ISBN 978-3785786475

### Vega Jane
(bisher noch nicht auf Deutsch erschienen)
1. The Finisher (2014)
2. The Keeper (2015)
3. The Width of the World  (2017)
4. The Stars Below (2019)

### Aloysius Archer
(bisher noch nicht auf Deutsch erschienen)
1. One Good Deed (2019)
2. A Gambling Man (2021)
3. Dream Town (2022)

### Sonstige Bücher
- Der Präsident (1996; Originaltitel: Absolute Power, 1996)
- Das Labyrinth (1999; Originaltitel: Total Control, 1997)
- Die Versuchung (1998; Originaltitel: The Winner, 1998)
- Die Wahrheit (1999; Originaltitel: The Simple Truth, 1998)
- Die Verschwörung (2000; Originaltitel: Saving Faith, 1999)
- Das Versprechen (2002; Originaltitel: Wish You Well, 2000)
- Der Abgrund (2003; Originaltitel: Last Man Standing, 2001)
- Das Geschenk (2003; Originaltitel: The Christmas Train, 2002)
- Auf Bewährung (2012; Originaltitel: True Blue, 2009)
- Das Glück eines Sommers (2012; Originaltitel: One Summer, 2011)
- Todeszeiten (2013, Kurzgeschichte; Originaltitel: No Time Left, 2010)
- Der Komplize (2014, Kurzgeschichte; Originaltitel: Bullseye, 2014)
- Herausgeber: FaceOff. Doppeltes Spiel. (Originaltitel: FaceOff, 2014) Wilhelm Goldmann Verlag, München 2014, ISBN 978-3-442-48189-7
- The Final Play (Kurzgeschichte) (2021, noch nicht in Deutschland erschienen)
- A Calmaty Of Souls (2024, noch nicht in Deutschland erschienen)
- Stranger in Time (2025, noch nicht in Deutschland erschienen)

### Freddy and the French Fries
(bisher noch nicht auf Deutsch erschienen)
- Freddy and the French Fries: Fries Alive!  (2005)
- Freddy and the French Fries: The Mystery of Silas Finklebean (2006)